# The Naked Gun: From the Files of Police Squad!
The Naked Gun: From the Files of Police Squad! (en España: Agárralo como puedas; en Hispanoamérica: ¿Dónde está el policía? o ¿Y dónde está el policía?, en Argentina: La pistola desnuda) es una película de comedia protagonizada por Leslie Nielsen y estrenada en 1988.
La película se basa en una serie de televisión creada por David Zucker en 1982, donde ya aparecía Leslie Nielsen en el personaje del teniente Frank Drebin. Durante los ochenta y cinco minutos que dura la película hay una infinidad de gags cómicos, en su mayoría protagonizados por Frank, el despistado teniente de policía que debe proteger a la Reina de Inglaterra en su viaje a los Estados Unidos.
Más adelante se estrenarían dos secuelas debidas al éxito que obtuvo esta primera parte: The Naked Gun 2½: The Smell of Fear y The Naked Gun 33⅓: The Final Insult.

## Sinopsis
Tras quedar gravemente herido su compañero Nordberg en un tiroteo protagonizado por una banda de narcotraficantes, el incompetente teniente Frank Drebin busca al jefe de la organización para vengarse. Sospecha del magnate naviero Vincent Ludwig, pero no tiene pruebas para inculparlo. Sin embargo, de manera inesperada, consigue la ayuda de Jane Spencer, la asistente de Ludwig.

## Reparto
- Leslie Nielsen: Teniente Frank Drebin.
- Priscila Presley: Jane Spencer.
- George Kennedy: Ed Hocken.
- Ricardo Montalbán: Vincent Ludwig.
- O.J. Simpson: Nordberg.
- John Houseman: Instructor de conductores.
- Nancy Marchand: Alcaldesa.
- Susan Beaubian: Sra. Nordberg.

## Recepción
The Naked Gun: From the Files of Police Squad! fue aclamada por la crítica y ha sido reconocida como una de las mejores películas de comedia de todos los tiempos. En Rotten Tomatoes cuenta con una aprobación del 87%, basada en 52 reseñas. El consenso del sitio afirma: "The Naked Gun está repleta de bromas que son tontas, crasas y, en última instancia, hilarantes". En Metacritic cuenta con una puntuación de 76 sobre 100, basada en 13 críticas, indicando "reseñas generalmente favorables".
Roger Ebert le dio a la cinta tres estrellas y media de cuatro posibles, afirmando: "La película es tan divertida, digamos, como cualquier comedia estrenada este año.... Te ríes, y luego te ríes de ti mismo por reírte". Fue ubicada en la decimocuarta posición en la encuesta de las mejores películas cómicas de la historia elaborada por Channel 4.

## Estrenos
| País                                                                          | Fecha de estreno               |
| ----------------------------------------------------------------------------- | ------------------------------ |
| Alemania                                                                      | Jueves 27 de abril de 1989     |
| Argentina                                                                     | Jueves 6 de abril de 1989      |
| Australia                                                                     | Jueves 9 de marzo de 1989      |
| Austria                                                                       | Viernes 28 de abril de 1989    |
| Bélgica                                                                       | Miércoles 19 de abril de 1989  |
| Belice · Costa Rica · El Salvador · Guatemala · Honduras · Nicaragua · Panamá | Viernes 3 de marzo de 1989     |
| Brasil                                                                        | Jueves 29 de junio de 1989     |
| Chile                                                                         | Viernes 12 de mayo de 1989     |
| Colombia                                                                      | Jueves 9 de marzo de 1989      |
| Corea del Sur                                                                 | Sábado 19 de mayo de 1990      |
| Dinamarca                                                                     | Viernes 7 de abril de 1989     |
| Ecuador                                                                       | Miércoles 24 de mayo de 1989   |
| Egipto                                                                        | Lunes 6 de noviembre de 1989   |
| España                                                                        | Viernes 23 de junio de 1989    |
| Estados Unidos · Canadá                                                       | Viernes 2 de diciembre de 1988 |
| Filipinas                                                                     | Miércoles 24 de enero de 1990  |
| Finlandia                                                                     | Viernes 5 de mayo de 1989      |
| Francia                                                                       | Miércoles 1 de marzo de 1989   |

| País                 | Fecha de estreno                 |
| -------------------- | -------------------------------- |
| Grecia               | Viernes 2 de junio de 1989       |
| Hong Kong            | Miércoles 22 de marzo de 1989    |
| Hungría              | Jueves 12 de octubre de 1990     |
| India                | Viernes 28 de septiembre de 1990 |
| Israel               | Viernes 17 de febrero de 1989    |
| Italia               | Viernes 31 de marzo de 1989      |
| Japón                | Sábado 1 de abril de 1989        |
| Líbano               | Viernes 14 de abril de 1989      |
| Malasia              | Sábado 4 de febrero de 1989      |
| México               | Viernes 4 de agosto de 1989      |
| Noruega              | Jueves 8 de junio de 1989        |
| Nueva Zelanda        | Viernes 17 de marzo de 1989      |
| Países Bajos         | Jueves 27 de abril de 1989       |
| Perú                 | Jueves 22 de junio de 1989       |
| Portugal             | Viernes 21 de abril de 1989      |
| Reino Unido Irlanda  | Viernes 10 de febrero de 1989    |
| República Dominicana | Jueves 2 de marzo de 1989        |
| Singapur             | Jueves 16 de febrero de 1989     |
| Sudáfrica            | Viernes 24 de marzo de 1989      |
| Suecia               | Viernes 31 de marzo de 1989      |
| Suiza                | Viernes 21 de abril de 1989      |
| Tailandia            | Sábado 18 de marzo de 1989       |
| Taiwán               | Lunes 6 de febrero de 1989       |
| Turquía              | Viernes 15 de junio de 1990      |
| Uruguay              | Jueves 13 de julio de 1989       |
| Venezuela            | Miércoles 29 de marzo de 1989    |